# Oxychilus lineolatus
Oxychilus lineolatus é uma espécie de gastrópode  da família Oxychilidae, endémica dos Açores.